# Sansibar (Stadt)
Sansibar (Swahili Jiji la Zanzibar, englisch Zanzibar oder Zanzibar City) ist die größte Stadt der Insel Unguja im Sansibar-Archipel. Sansibar ist auch Hauptstadt und Regierungssitz des die beiden Inseln Pemba und Unguja umfassenden halbautonomen Staates Sansibar in Tansania.
In der Verwaltungsgliederung Tansanias ist die Stadt Sansibar einer der drei Distrikte (Wilaya) der Region (Mkoa) Unguja Mjini Magharibi, nämlich der Distrikt Urban (Mjini). Die Einwohnerzahl liegt bei 765.179 (Stand August 2022). International erreichbar ist Sansibar durch den Flughafen Sansibar, rund sechs Kilometer südlich der Altstadt Stone Town.

## Geschichte

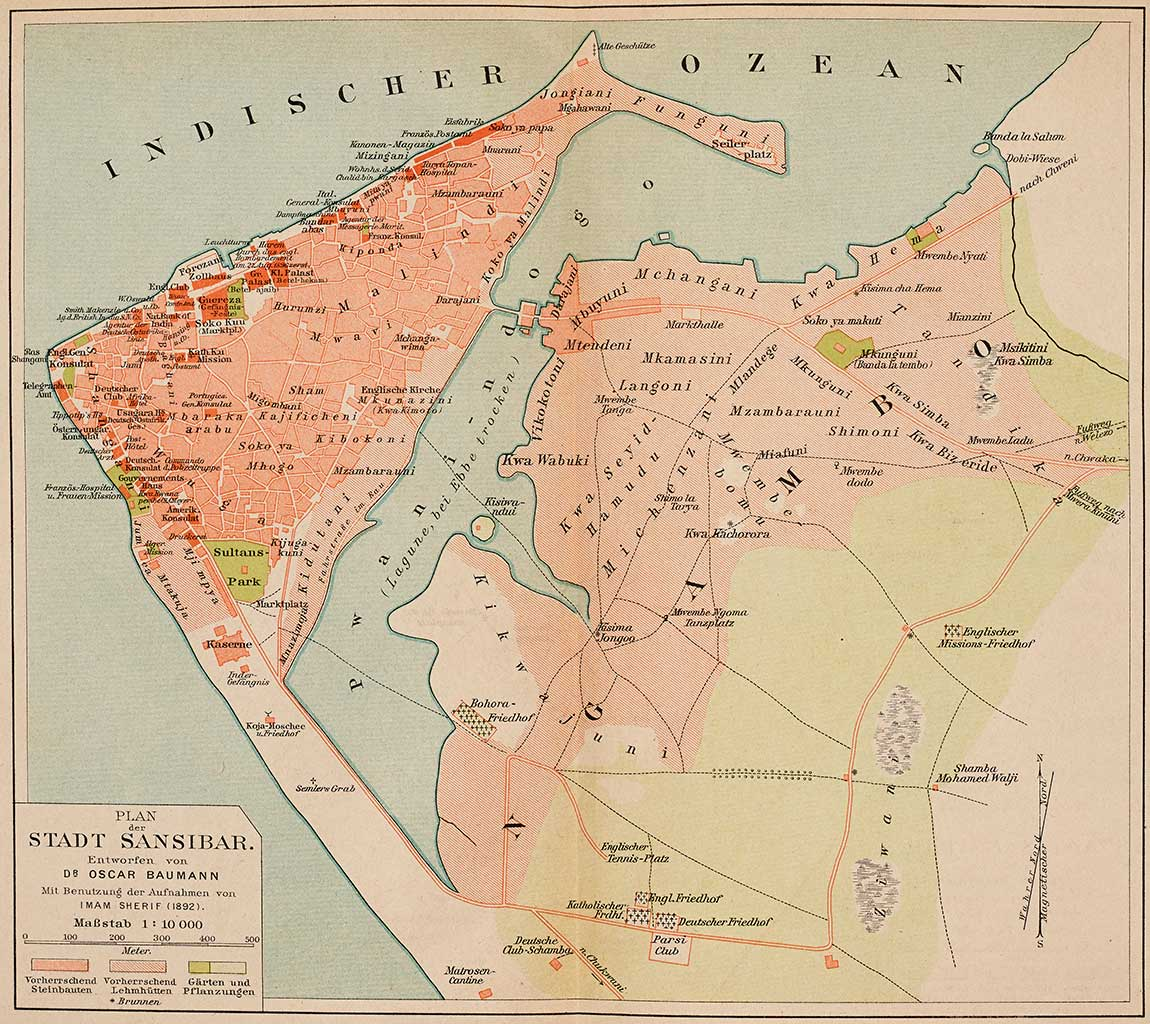
Karte von Oskar Baumann, 1892

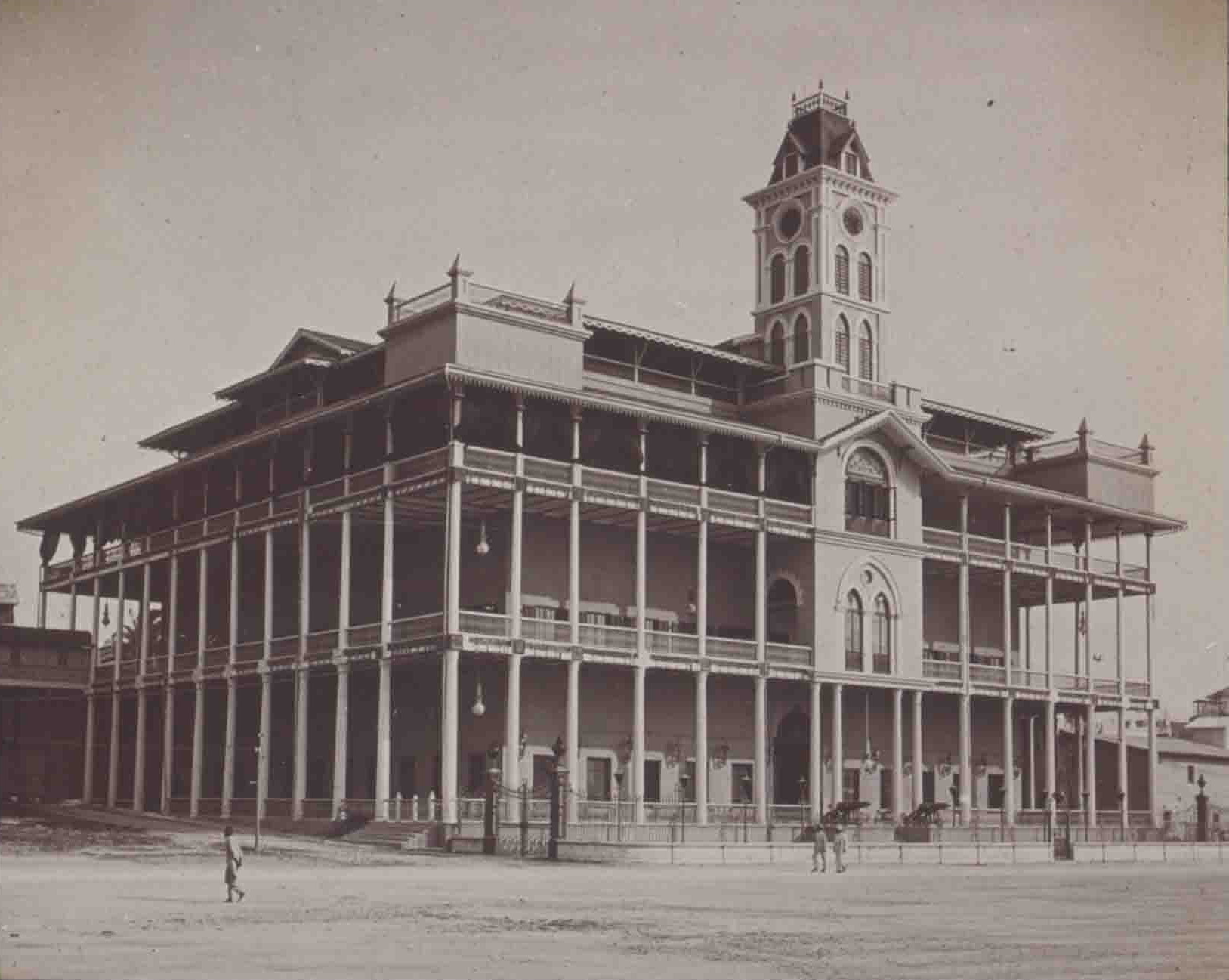
Das House of Wonders (arab. Bait al-ʿAdschā'ib) 1907

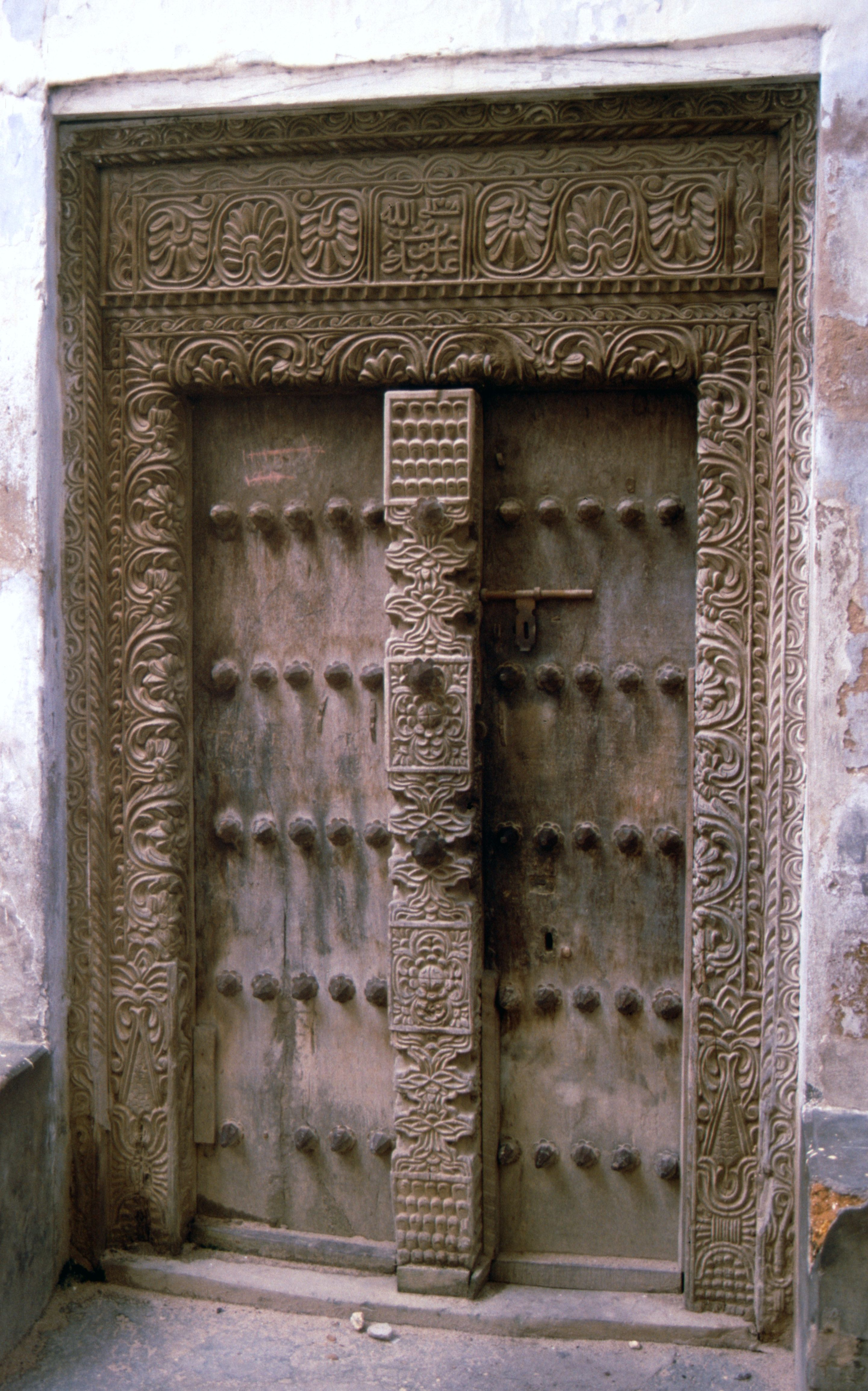
Tor im arabischen Stil

Ab 1698 bauten Araber aus Oman die ersten steinernen Gebäude und das Fort, dessen Erweiterungen 80 Jahre später die heute noch sichtbare Form hinterließen. Zu Anfang des 19. Jahrhunderts standen in der Stadt Sansibar nur einige Hütten und eine Burg, 1842 erst fünf Magazine.
1832 zunächst provisorisch, dann 1840 endgültig entschied der Sultan, den omanischen Hof nach Sansibar zu verlegen. Mit dem Regenten zogen viele einflussreiche und wohlhabende Familien in die neue Hauptstadt und erhöhten die arabische Einwohnerzahl sprunghaft auf 5000. Schon Mitte der 1830er Jahre zählte die Bevölkerung der Stadt 17.000 Menschen. Als erstes „westliches“ Gebäude entstand 1837 das US-amerikanische Konsulat.
Mit dem 1883 von Sayyid Barghash gebauten Bait al-ʿAdschā’ib (heute das House of Wonders) und dem Leuchtturm direkt neben dem Maruhubi-Palast bekam die Stadt ihr erstes Elektrizitätswerk. Um 1888 zählte die Stadt über 3000 Häuser und 80.000 Einwohner.

## Kultur und Religion
Fast alle Einwohner der Stadt sind Muslime. Die sansibarische Kultur ist stark beeinflusst durch arabische, indische und andere asiatische Einflüsse. Mit dem Kolonialismus wurden auch westliche Elemente in die Kultur aufgenommen.
Jährlich findet in der Altstadt das Zanzibar International Film Festival (ZIFF) statt. Das ZIFF ist ein für afrikanische Filmproduktionen und Filme mit afrikanischer Thematik bedeutendes Ereignis. Zur gleichen Zeit wird das Festival of the Dhow Countries/Tamasha la Nchi za Jahazi ausgerichtet. Gezeigt und gefeiert wird die Kultur der Swahili, der Küstenbewohner Ostafrikas, in allen Ausprägungen. Die Stadt Sansibar ist Sitz des Bischofs von Sansibar.

## Bevölkerungsentwicklung
Die folgende Übersicht zeigt die Einwohnerzahlen nach dem jeweiligen Gebietsstand seit der Volkszählung 1978.
| Jahr          | Einwohnerzahl |
| ------------- | ------------- |
| 1978 (Zensus) | 110.531       |
| 1988 (Zensus) | 157.634       |
| 2002 (Zensus) | 320.701       |
| 2012 (Zensus) | 501.459       |
| 2022 (Zensus) | 765.179       |

## Geographie

### Stadtteile
Der bekannteste Stadtteil ist das historische Zentrum Stone Town (Swahili: Mji Mkongwe), das seit 2000 als Weltkulturerbe unter dem Schutz der UNESCO steht. Es umfasst etwa 96 Hektar. Die meisten der gemauerten Häuser wurden etwa vor 150 Jahren aus Korallengestein gebaut, viele werden renoviert und restauriert. Große Anstrengungen in dieser Hinsicht leistet die Aga Khan Trust For Culture (Historic Cities Programme), die bereits die Alte Apotheke (Old Dispensary) und das Zollhaus (Old Customs House) sanierte. Zudem wurde in Zusammenarbeit mit der Stone Town Conservation and Development Authority ein umfassender Plan zur Erhaltung und Gestaltung der historischen Altstadt erstellt, der unter anderem die Neugestaltung des am Wasser gelegenen Forodhani Garden vorsieht.
Stone Town liegt ungefähr in der Mitte der Westküste von Unguja auf einem kleinen Vorgebirge, das in den Sansibar-Kanal hineinragt. Die nächste größere Siedlung an der tansanischen Küste ist Bagamoyo im Südwesten. Im Osten wird Stone Town von der, weit größeren Neustadt Ng'ambo („die andere Seite [der Straße]“) durch die Benjamin Mkapa Road (vormals Creek Road) abgegrenzt.
In der Nähe der Altstadt befindet sich der Hafen der Stadt, von dem aus Fähren und Daus unter anderem nach Daressalam auf dem tansanischen Festland sowie nach Pemba verkehren. Der ehemalige Sultanspalast südlich des Hafens stammt vom Ende des 19. Jahrhunderts.

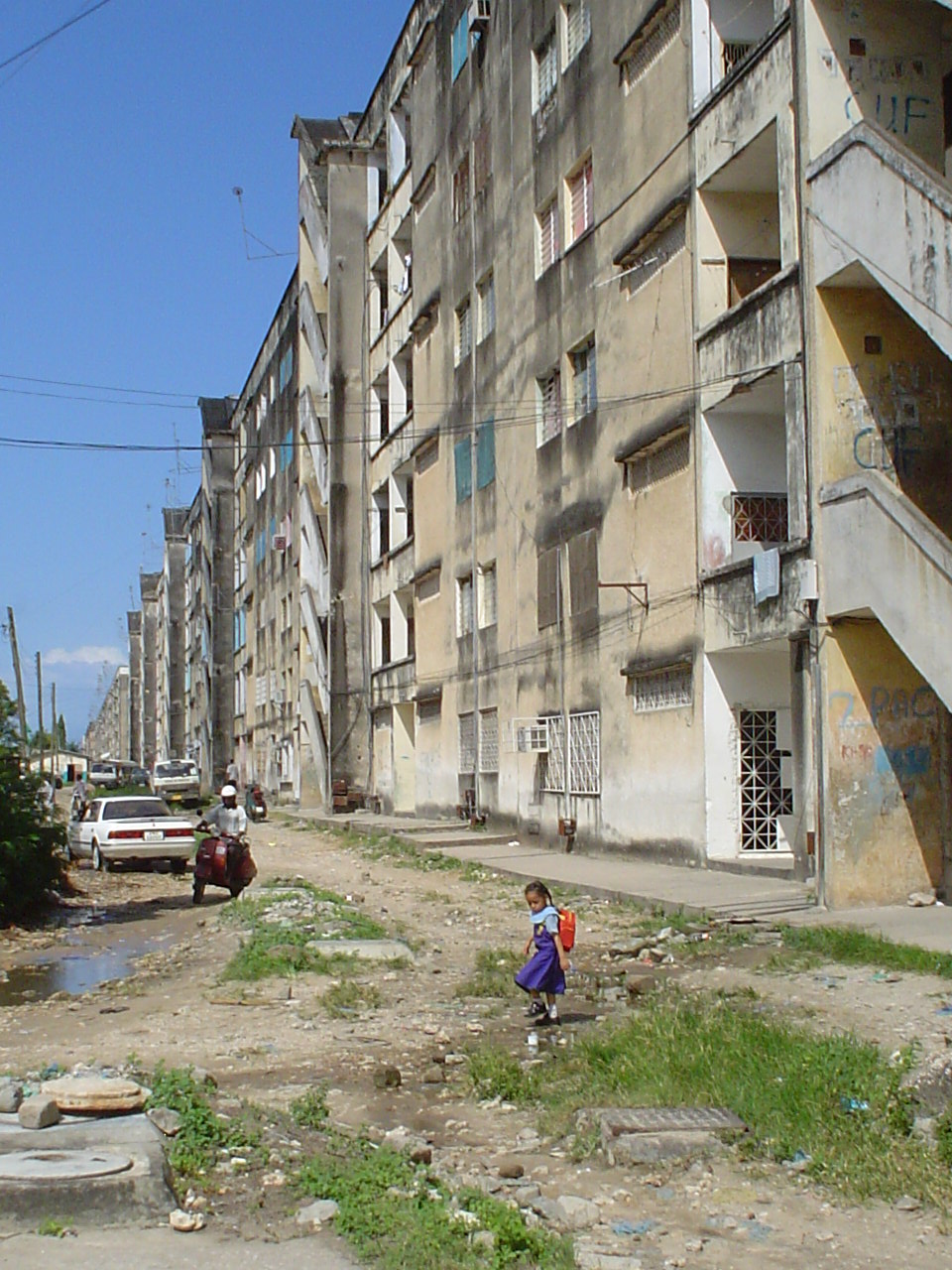
In den 1970er Jahren von der DDR errichtete Wohnblocks in Michenzani

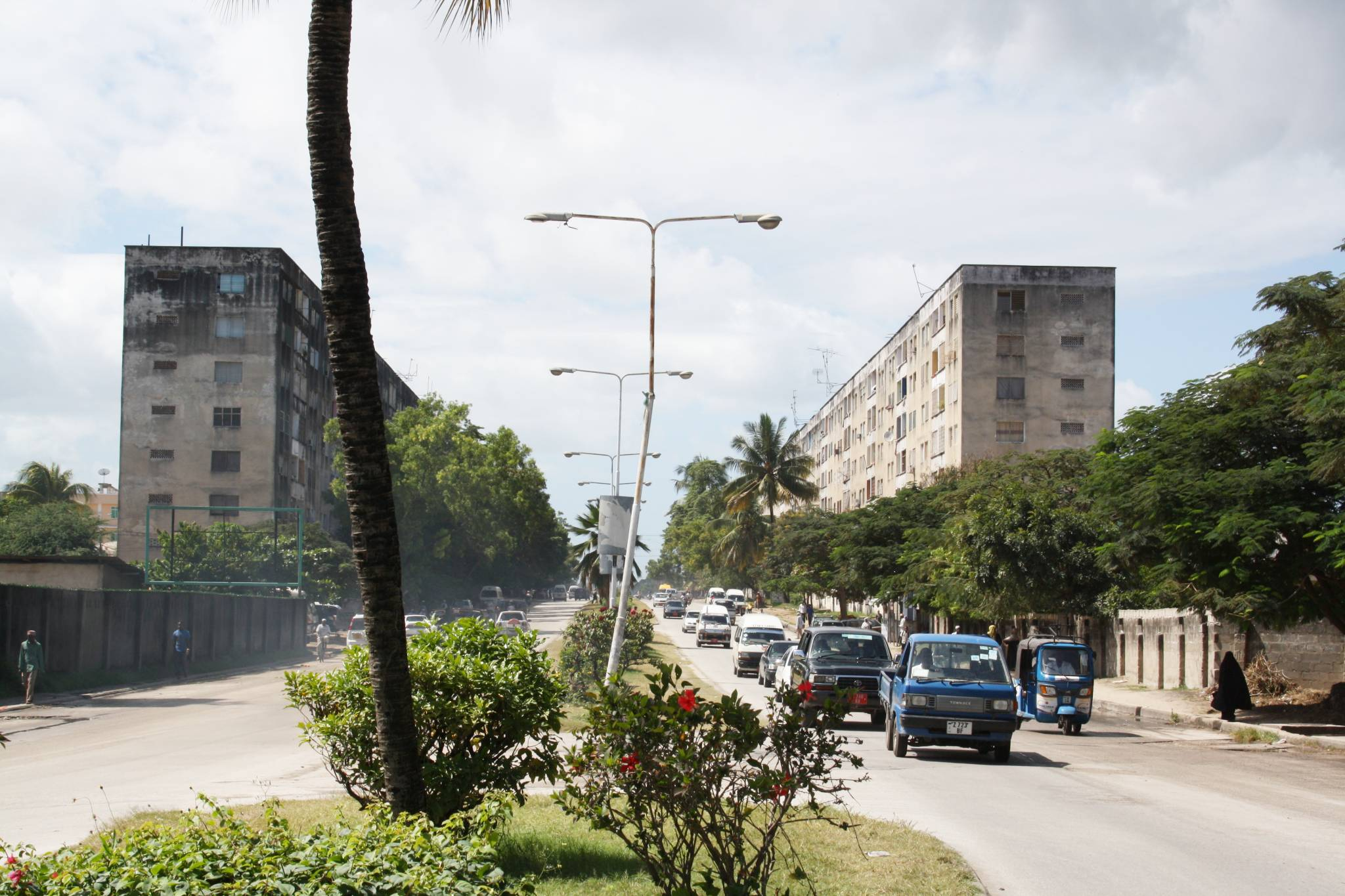
Wohnungsbau der DDR in Michenzani

Zu den weiteren Wohngebieten in Sansibar gehört Michenzani mit einer Häuserzeile aus Plattenbauten, die in den 1970er Jahren mit Hilfe der DDR im Stil der damaligen DDR-Architektur errichtet wurde.
Die offiziellen Stadtteile der Stadt Sansibar sind die 45 Wards (Shehia):
| Stadtteil (Shehia)    | Bevölkerung Census 2012 | Namensbedeutung                  |
| --------------------- | ----------------------- | -------------------------------- |
| Amani                 | 6.156                   |                                  |
| Chumbuni              | 10.925                  |                                  |
| Gulioni               | 2.488                   |                                  |
| Jang’ombe             | 6.122                   |                                  |
| Karakana              | 8.610                   | Werkstattgarage                  |
| Kidongo Chekundu      | 2.290                   |                                  |
| Kikwajuni Bondeni     | 2.257                   | Tal der Tamarinde                |
| Kikwajuni Juu         | 2.408                   | Kleine Tamarinde                 |
| Kilimahewa Bondeni    | 5.116                   | Luftiger Hügel                   |
| Kilimahewa Juu        | 4.714                   |                                  |
| Kilimani              | 2.911                   | Auf dem Hügel                    |
| Kiponda               | 1.654                   |                                  |
| Kisima Majongoo       | 2.615                   | Brunnen der Tausendfüßler        |
| Kisiwandui            | 1.590                   |                                  |
| Kwaalimsha            | 3.479                   |                                  |
| Kwaalinato            | 5.438                   |                                  |
| Kwahani               | 4.815                   |                                  |
| Kwamtipura            | 11.572                  |                                  |
| Kwa Wazee             | 6.454                   |                                  |
| Magomeni              | 6.165                   |                                  |
| Makadara              | 5.048                   |                                  |
| Malindi               | 3.204                   |                                  |
| Matarumbeta           | 2.711                   |                                  |
| Mchangani             | 2.211                   | Der Sand                         |
| Meya                  | 5,777                   |                                  |
| Miembeni              | 6.095                   |                                  |
| Migombani             | 7.164                   |                                  |
| Mikunguni             | 2.984                   |                                  |
| Mkele                 | 7.140                   |                                  |
| Mkunazini             | 3.308                   |                                  |
| Mlandege              | 2.070                   |                                  |
| Mpendae               | 13.252                  | Liebt einander                   |
| Muungano              | 5.304                   | Verbunden                        |
| Mwembeladu            | 2.954                   |                                  |
| Mwembe Makumbi        | 8.354                   |                                  |
| Mwembeshauri          | 1.933                   | mango tree of the shauri variety |
| Mwembetanga           | 2.610                   | mango tree of the tanga variety  |
| Nyerere               | 9.657                   | Nach Julius Nyerere              |
| Rahaleo               | 1.950                   | Heute glücklich                  |
| Sebleni               | 5.102                   | Im Wohnzimmer                    |
| Shangani              | 3.886                   |                                  |
| Shaurimoyo            | 8.335                   |                                  |
| Sogea                 | 4.801                   | Geh rüber                        |
| Urusi                 | 7.532                   | Russland                         |
| Vikokotoni            | 1,872                   | Kiesgrube                        |
| Zanzibar City (Mjini) | 223.033                 |                                  |

### Klima
Die Stadt Sansibar hat ein tropisches Klima, das dem der ganzen Insel Unguja sehr ähnlich und etwas heißer ist als jenes auf der Insel Pemba. Das Klima wird als tropisches Monsunklima (laut Köppen-Klimaklassifikation) klassifiziert. Es gibt auf Unguja zwei Regenzeiten im Jahr.

#### Klimatabelle
|                       | Jan  | Feb  | Mär   | Apr   | Mai   | Jun  | Jul  | Aug  | Sep  | Okt  | Nov   | Dez   |   |        |
| Mittl. Tagesmax. (°C) | 32,1 | 32,8 | 32,0  | 30,3  | 29,4  | 29,0 | 28,6 | 29,1 | 30,1 | 30,9 | 30,8  | 31,4  | ⌀ | 30,5   |
| Mittl. Tagesmin. (°C) | 23,3 | 23,2 | 23,2  | 23,6  | 22,9  | 21,8 | 21,0 | 20,0 | 19,7 | 20,6 | 21,9  | 22,9  | ⌀ | 22     |
|                       |      |      |       |       |       |      |      |      |      |      |       |       |   |        |
| Niederschlag (mm)     | 9,63 | 4,75 | 16,90 | 40,90 | 29,31 | 7,13 | 3,94 | 4,43 | 3,88 | 9,84 | 22,10 | 19,52 | Σ | 172,33 |
|                       |      |      |       |       |       |      |      |      |      |      |       |       |   |        |
| Regentage (d)         | 7    | 4    | 12    | 17    | 15    | 5    | 5    | 6    | 5    | 7    | 13    | 13    | Σ | 109    |

| 23,3 |

| 23,2 |

| 23,2 |

| 23,6 |

| 22,9 |

| 21,8 |

| 21,0 |

| 20,0 |

| 19,7 |

| 20,6 |

| 21,9 |

| 22,9 |

| 23,3 |

| 23,2 |

| 23,2 |

| 23,6 |

| 22,9 |

| 21,8 |

| 21,0 |

| 20,0 |

| 19,7 |

| 20,6 |

| 21,9 |

| 22,9 |

## Bilder

Sansibar zur Kolonialzeit
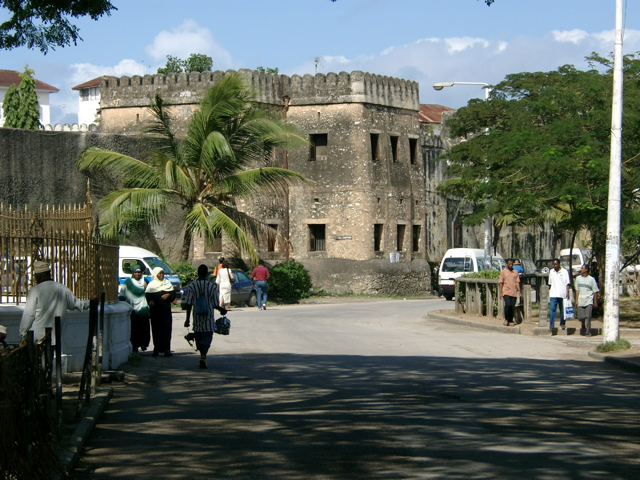
Alte Festung
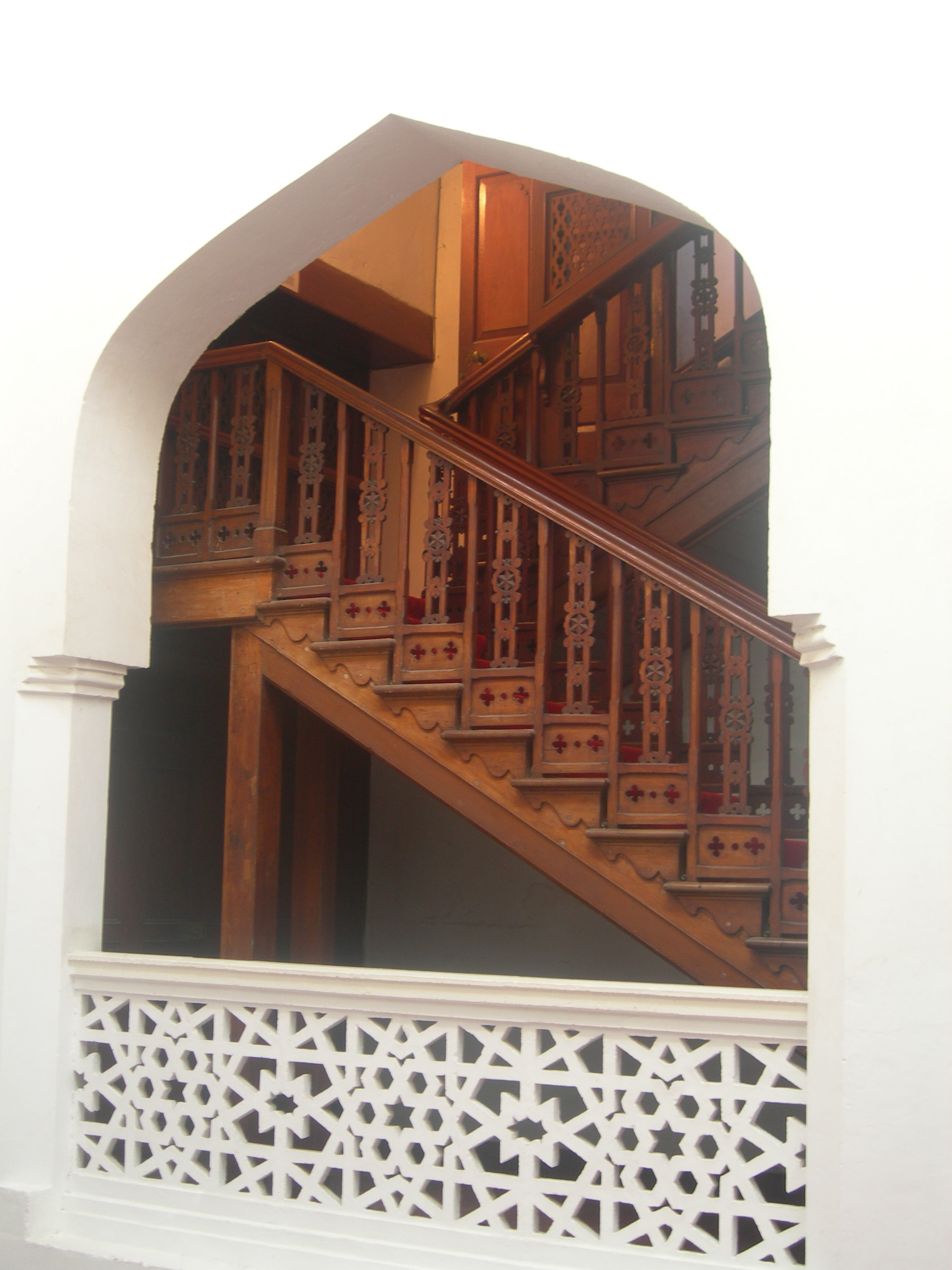
Stone Town, House Of Wonders (Detail)
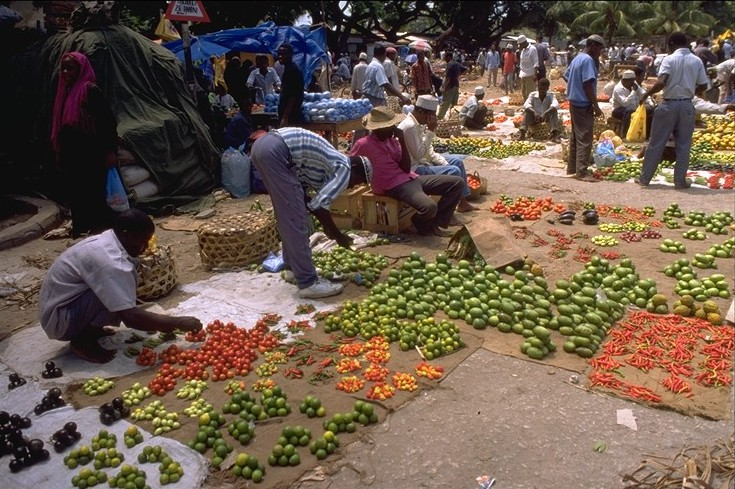
Stone Town, Markt

## Söhne und Töchter der Stadt
- Tippu-Tip (1832–1905), Sklaven- und Elfenbeinhändler, Gouverneur, Entdecker und Plantagenbesitzer
- Peter Lohmeyer (1911–2002), deutscher Marineoffizier
- Al Muhsin al-Barwani (1919–2016), Politiker, Diplomat, erster Außenminister Sansibars
- Freddie Mercury (1946–1991), Frontmann der Rockband Queen

## Städtepartnerschaften
- Haikou, Volksrepublik China
- Potsdam, Deutschland, seit 2017